# Gueberschwihr
Gueberschwihr é uma comuna francesa na região administrativa de Grande Leste, no departamento Alto Reno. Estende-se por uma área de 8,9 km². Em 2010 a comuna tinha 873 habitantes (densidade: 98,1 hab./km²).